# Praia Grande
Praia Grande este un oraș în São Paulo (SP), Brazilia.